# Poonch
Punch o Poonch fou un estat tributari protegit a Caixmir, amb capital a Punch (Poonch) situada a 33° 45′ N, 74° 09′ E / 33.750°N,74.150°E amb una població el 1901 de 8.215 habitants, amb un fort que era la residència del raja.
Vers 850 va esdevenir capital d'un estat regit pel raja Nar, dedicat al comerç de cavalls. Mahmud de Gazni va combatre a l'àrea el 1020. El 1596 el mogols van concedir Poonch a Siraj al-Din amb seu a Lohara (Loran). Els seus descendents foren entre altres raja Shahbaz Khan, raja Abdul Razak, raja Rustam Khan i raja Khan Bahadur Khan (aquest darrer fins a 1792). El 1819 la regió va ser conquerida per Ranjit Singh de Lahore. El 20 de juny de 1827 fou concedit en jagir a Dhian Singh (fill de Kishor Singh), camarlenc de Caixmir i germà de Gulab Singh, junt amb altres jagirs a Jammu. El 1828 fou nomenat conseller i ministre principal a Lahore (1828-1843). El 1837 el territori fou concedit temporalment a Raja Faiz Talab Khan de Rahuri; el 1843, mort Dhian, va passar al su fill Hira Singh, mort el 1844 i després al seu germà Jawahir Singh. El 1846, derrotat el regne de Lahore pels britànics, va quedar dins l'estat de Caixmir, però governat per Jawahir Singh, nebot del raja dogra de Caixmir, Gulab Singh. El 1901 fou elevat a principat immediat el 1901 per les autoritats britàniques fins al 1936 quan el maharajà Hari Singh de Caixmir el va rebaixar altre cop a jagir. Amb la revolta de Poonch durant la partició de l'Índia i la Guerra indopakistanesa de 1947. El 1948 la ciutat va quedar sota control de l'Índia mentre la major part del districte va passar al Pakistan.

## Llista de rages
- Raja-i-Rajgan Raja Kalan Bahadur Raja Dhian Singh 1827-1837
- Raja Faiz Talab Khan de Rahuri 1837-1843
- Raja Hira Singh 1843-1844 (raja de Jasrota 1834-1844) (fill de Dhian Singh)
- Raja Jawahir Singh 1844-1859 (germà, deposat)
- Raja Moti Singh 1859-1892 (germà)
- Raja Baldev Singh 1892-1918 (fill)
- Raja Sukhdev Singh 1918-1927 (fill)
- Raja Jagat Dev Singh 1927-1940 (germà)
- Raja Shiv Ratan Dev Singh 1940-1947 (fill)